# Unusual Heat
Unusual Heat es el séptimo álbum de estudio de la banda de hard rock Foreigner, publicado el 14 de junio de 1991 por Atlantic Records. Fue el único álbum de la banda con Johnny Edwards como cantante y el último con los músicos Rick Wills y Dennis Elliott.
Unusual Heat no logró éxito comercial, alcanzando apenas la posición No. 117 en la lista Billboard 200. Ninguno de los dos sencillos del álbum logró figurar en la lista de éxitos Billboard Hot 100. Sin embargo, "Lowdown and Dirty" se ubicó en la cuarta posición en la lista Mainstream Rock.

## Lista de canciones
Todas las canciones escritas y compuestas por Mick Jones, Johnny Edwards, and Terry Thomas, except where noted. 
| N.º | Título                      | Duración |  |
| 1.  | «Only Heaven Knows»         | 4:47     |  |
| 2.  | «Lowdown and Dirty»         | 4:21     |  |
| 3.  | «I'll Fight for You»        | 6:02     |  |
| 4.  | «Moment of Truth»           | 4:25     |  |
| 5.  | «Mountain of Love»          | 4:37     |  |
| 6.  | «Ready for the Rain»        | 5:02     |  |
| 7.  | «When the Night Comes Down» | 4:43     |  |
| 8.  | «Safe in My Heart»          | 4:32     |  |
| 9.  | «No Hiding Place»           | 3:55     |  |
| 10. | «Flesh Wound»               | 4:17     |  |
| 11. | «Unusual Heat»              | 4:32     |  |

## Créditos
- Mick Jones – guitarras, teclados
- Johnny Edwards – voz, guitarra
- Rick Wills – bajo
- Dennis Elliott – batería